# Francesco Signor
Francesco Signor (Venezia, 6 gennaio 1938) è un basso italiano.

## Biografia
Dopo aver conseguito un diploma superiore al Liceo Scientifico Benedetti di Venezia ha frequentato l’Università di Padova; si è iscritto al conservatorio Benedetto Marcello di Venezia, dove ha studiato nella classe di Maria Carbone con Maria Chiara, Paola Barbini, Renzo Casellato, Pietro Bottazzo, Seta Del Grande e la futura consorte Rosetta Pizzo. Diplomatosi col massimo dei voti, ha proseguito gli studi al conservatorio Giuseppe Verdi di Milano con un corso di perfezionamento e di avviamento al Teatro Lirico, sempre sotto la guida di Maria Carbone e un corso di musica da camera con il maestro Antonio Beltrami. Ha, inoltre, seguito i corsi superiori di canto delle Vacanze Musicali tenuti da Maria Carbone e Giulia Tess a Venezia e i corsi di perfezionamento e di avviamento al teatro lirico presso il Teatro dell’Opera di Roma.
Come vincitore del ventunesimo Concorso Adriano Belli di Spoleto nel 1967, ha debuttato al Teatro Nuovo ne La sonnambula di Vincenzo Bellini e ne Il barbiere di Siviglia di Gioacchino Rossini. 
Basso cantabile, ha lavorato con numerosi artisti tra i quali Mariella Adani, Luigi Alva, Fedora Barbieri, Daniele Baroni, Mario Basiola, Ugo Benelli, Antonietta Cannarile Berdini, Carlo Bergonzi, Bianca Berini, Pietro Bottazzo, Renato Bruson, Grace Bumbry, Renzo Casellato, José Carreras, Renato Capecchi, Piero Cappuccilli, Maria Chiara, Renato Cesari, Anselmo Colzani, Franco Corelli, Viorica Cortez, Fiorenza Cossotto, Cristina Deutekom, Ghena Dimitrova, Ottavio Garaventa, Leyla Gencer, Giuseppe Giacomini, Carmen Gonzales, Giangiacomo Guelfi, Eleonora Jancovich, Rajna Kabaivanska, Alfredo Kraus, Ilva Ligabue, Gastone Limarilli, Cornell MacNeil, Luisa Maragliano, Alfredo Mariotti, Nicola Martinucci, Giorgio Merighi,  Maria Luisa Nave, Angelo Nosotti, Leo Nucci, Magda Olivero, Rita Orlandi Malaspina, Rolando Panerai, Luciano Pavarotti,  Aldo Protti, Gianni Raimondi, Regina Resnik, Alberto Rinaldi, Angelo Romero, Orianna Santunione, Vicente Sardinero, Renata Scotto, Antonietta Stella, Giuseppe Taddei, Giorgio Tadeo, Domenico Trimarchi, Ivo Vinco, Mara Zampieri, Mario Zanasi, Virginia Zeani, Antonio Zerbini, con registi quali Giorgio Albertazzi, Gianrico Becher, Vera Bertinetti, Mauro Bolognini, Filippo Crivelli, Gianfranco De Bosio, Marcella Govoni, Ugo Gregoretti, Gino Landi, Carlo Maestrini, Giancarlo Menotti, Vittorio Patanè, Carlo Piccinato, Pier Luigi Pizzi, Mario Sequi, Margherita Walmann, e con direttori d’orchestra come Piero Bellugi, Nino Bonavolontà, Angelo Campori, Oliviero De Fabritiis, Carlo Franci, Gianandrea Gavazzeni, Gianluigi Gelmetti, Ettore Gracis, Hans Graf, Peter Maag, Franco Mannino, Gianfranco Masini, Giuseppe Patané, Francesco Molinari Pradelli, Nicola Rescigno, Gianfranco Rivoli, Ferruccio Scaglia, Nino Sanzogno, Pierluigi Urbini, Ermanno Wolf-Ferrari, Ottavio Ziino
Ha inoltre svolto un'intensa attività come accompagnatore al pianoforte di diversi cantanti in centinaia di concerti.
Dopo il ritiro dalle scene si è dedicato all'attività di insegnamento del canto con la moglie, il soprano Rosetta Pizzo.
Ha inoltre dato vita ad alcune formazioni musicali: il "Quintetto polifonico solistico" , il sestetto polifonico solistico "I Madrigalisti di Venezia", dedicato al recupero del madrigale drammatico, la formazione cameristica "I profumi della Belle Époque" (in collaborazione con la moglie) nonché al collettivo Musicoteatro, composto da artisti di varia estrazione con cui ha prodotto spettacoli in collaborazione con enti lirici quali La Fenice di Venezia, il Comunale di Bologna, il Teatro Regio di Torino, il Teatro Lirico di Cagliari e con altri teatri tra i quali il Teatro Pergolesi di Jesi, il Teatro Sociale di Mantova, il Teatro Rendano di Cosenza ed il Teatro Verdi di Pisa.

## Repertorio

### Opera lirica
Nel suo repertorio vi sono circa un centinaio di opere, tra cui le più rilevanti sono:
- I Capuleti e i Montecchi (V. Bellini)
- La sonnambula (V. Bellini)
- Wozzeck (A. Berg)
- Carmen (G. Bizet)
- I pescatori di perle (G. Bizet)
- Il piccolo spazzacamino (B. Britten)
- La Wally (A. Catalani)
- Adriana Lecouvreur (F. Cilea)
- Lucia di Lammermoor (G. Donizetti)
- L'elisir d'amore (G. Donizetti)
- Les Martyrs (G. Donizetti)
- Andrea Chénier (A. Giordano)
- Il re (A. Giordano)
- La prova di un'opera seria (L. Gnecco)
- Hin und Zurück (P. Hindemith)
- La stirpe di Davide (F. Mannino)
- Vivì (F. Mannino)
- Werther (J. Massenet)
- Manon (J. Massenet)
- Così fan tutte (W. A. Mozart)
- Il flauto magico (W. A. Mozart)
- Il barone avaro (J. Napoli)
- La bohème (G. Puccini)
- La fanciulla del West (G. Puccini)
- Manon Lescaut (G. Puccini)
- La gazza ladra (G. Rossini) incisione Fonit-Cetra
- Il barbiere di Siviglia (G. Rossini)
- Fernand Cortez (G. Spontini)
- La Vestale (G. Spontini)
- Sulla via maestra (A. Strano)
- Il trovatore (G. Verdi)
- Falstaff (G. Verdi)
- Otello (G. Verdi)
- Un ballo in maschera (G. Verdi)
- Das kleine Mahagonny (K. Weill – B. Brecht)
- Der Jasager - Der Neinsager (K. Weill)
- I quattro rusteghi (E. Wolf-Ferrari)
- Il campiello (E. Wolf-Ferrari)
- La vedova scaltra (E. Wolf-Ferrari)

### Musica sacra
- Stabat Mater (A. Caldara)
- Magnificat (F. Durante)
- Te Deum (A. Bruckner)

### Musica da camera
- Antonio Buzzolla, canzonette veneziane, incisioni Musicoteatro
- Stanislao Gastaldon, romanze da salotto, incisione Frequenz
- Carlos Guastavino, romanze, incisioni Musicoteatro
- Francesco Paolo Tosti, romanze da salotto, incisioni Musicoteatro
- Giovanni Battista Bianchini, romanze, incisioni Musicoteatro
- Renato Brogi, romanze, incisioni Musicoteatro
- Arturo Buzzi-Peccia, romanze, incisioni Musicoteatro
- Luigi Denza, romanze, incisioni Musicoteatro
- Stefano Donaudy, romanze, incisioni Musicoteatro
- F. Filippi, romanze, incisioni Musicoteatro
- Ruggero Leoncavallo, romanze, incisioni Musicoteatro
- Johann Simon Mayr, romanze, incisioni Musicoteatro
- Augusto Rotoli, romanze, incisioni Musicoteatro
- Giovanni Tebaldini, romanze, incisioni Musicoteatro